# 479 v.Chr.

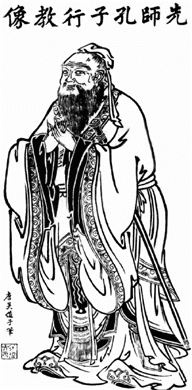
Confucius (551 - 479 v.Chr.)

Het jaar 479 v.Chr. is een jaartal volgens de christelijke jaartelling.

## Gebeurtenissen

### Griekenland
- Slag bij Plataeae: De Griekse stadstaten onder koning Pausanias I van Sparta verslaan het Perzische leger.
- Slag bij Mycale: Aan de Ionische kust wordt de Perzische vloot door de Grieken vernietigend verslagen.
- Chios wordt door Athene bevrijd.

## Overleden
- Confucius (~551 v.Chr. - ~479 v.Chr.), Chinees filosoof (72)
- Mardonius, Perzische veldheer